# Ключко, Зоя Фёдоровна

Ключко Зоя Фёдоровна (1933—2016) — советский и украинский энтомолог, доктор биологических наук, профессор.

## Биография
Родилась 20 мая 1933 года в семье учителей. В 1950 году окончила среднюю школу № 72 в Киеве с золотой медалью и поступила на биологический факультет Киевского государственного университета им. Тараса Шевченко. В 1955 году окончила университет, получила диплом с отличием по специальности биолога — зоолога. В 1955—1958 годах училась в аспирантуре при кафедре зоологии беспозвоночных Киевского университета. В 1961 году защитила кандидатскую диссертацию на тему «Совки западных областей Украины». С 1967 года работала старшим научным сотрудником лаборатории арахноэнтологии, с 1968 года — ассистентом, с 1973 года — доцентом, а с 1986 года — профессором кафедры зоологии Киевского университета. В 1986 году защитила докторскую диссертацию на тему «Совки подсемейств фауны СССР морфологическая характеристика, классификация и родственные отношения)». 31 сентября 1997 года была переведена на работу на должность научного сотрудника лаборатории зоологии и экологии. Во время работы в Киевском университете читала общий курс лекций по зоологии беспозвоночных, спецкурсы по общей и прикладной энтомологии, зоогеографии, экологии и охраны природы, вела практические занятия, руководила курсовыми и дипломными работами студентов. На общественных началах более 10 лет руководила курсами повышения квалификации учителей биологии школ Киева, была куратором студенческих курсов и академических групп профкома биологического факультета.

## Научная работа
Энтомолог, специалист по бабочкам-совкам Палеарктики. Член Совета Украинского энтомологического общества, член SEY (Европейское общество лепидоптерологов), член Международной общественной организации «Женщины в науке», является активной участницей работы отечественных и международных научных конгрессов и съездов по энтомологии.

## Публикации
Автор более 130 научных работ из них 12 монографий в области биологической науки, в частности в последние годы:
- Аннотированный каталог совок (Lepidoptera, Noctuidae) фауны Украины / НАН Украины; Институт зоологии им. И. И. Шмальгаузена. — К., 2001. — 884с. : карты — Бібліогр.: с. 835—848. — ISBN 966-02-2106-1.
- «Совки Украины» (монография, 2006), серия Природа України, издательство Раєвського, Киев. ISBN 966-7016-39-0
- «Биологическое разнообразие Украины. Днепропетровская область. Высшие разноусые бабочки. Часть 2. Совки (Lepidoptera: Noctuidae)» (монография, 2011 год).